# Felitciano Zschusschen
Felitciano Zschusschen (* 24. Januar 1992 in Breda, Niederlande) ist ein niederländischer Fußballspieler. Sein Vater stammt von den ehemaligen Antillen, seine Mutter aus Suriname.

## Karriere

### Vereinskarriere
Er spielt seit 2015 für den NAC Breda, ausgeliehen vom FC Twente Enschede, in der Eredivisie. Für Twente Enschede hatte er in der Saison 2013/14 vornehmlich in der zweiten Mannschaft in der zweithöchsten holländischen Spielklasse, der Eerste Divisie gespielt.
Im Januar 2017 wechselte er nach Deutschland in die Regionalliga zum 1. FC Saarbrücken. Stationen in Schottland, Marokko und wieder in den Niederlanden folgten.

### Nationalmannschaftskarriere
Zschusschen debütierte am 28. März 2015 im Qualifikationsspiel der WM 2018 gegen Montserrat für die Fußballnationalmannschaft von Curaçao. In diesem Spiel schoss er per Elfmeter sein erstes Nationalmannschaftstor. Curaçao besiegte nach Montserrat die kubanische Mannschaft per Auswärtstorregel, schied jedoch in der dritten Runde gegen El Salvador aus. In der Qualifikation im CONCACAF Gold Cup erzielte er in fünf Spielen sieben Tore, die beitrugen, dass Curaçao das Halbfinale erreichte.